# Neptungräser
Neptungräser (Posidonia), auch Neptunspflanzen genannt, sind die einzige Pflanzengattung der Familie der Neptungrasgewächse (Posidoniaceae) in der Ordnung der Froschlöffelartigen (Alismatales) innerhalb der Einkeimblättrigen Pflanzen. Es ist eine der Gattungen, deren Arten, wie viele Arten der Ordnung Froschlöffelartige, mit ähnlichem Habitus und Habitat, „Seegras“ genannt werden. Sie gedeihen in flachen temperierten bis subtropischen Meeresbereichen des Mittelmeeres und westlich bis südlich von Australien. Einzelne Pflanzen können hunderte Quadratkilometer groß und tausende Jahre alt werden.

## Beschreibung

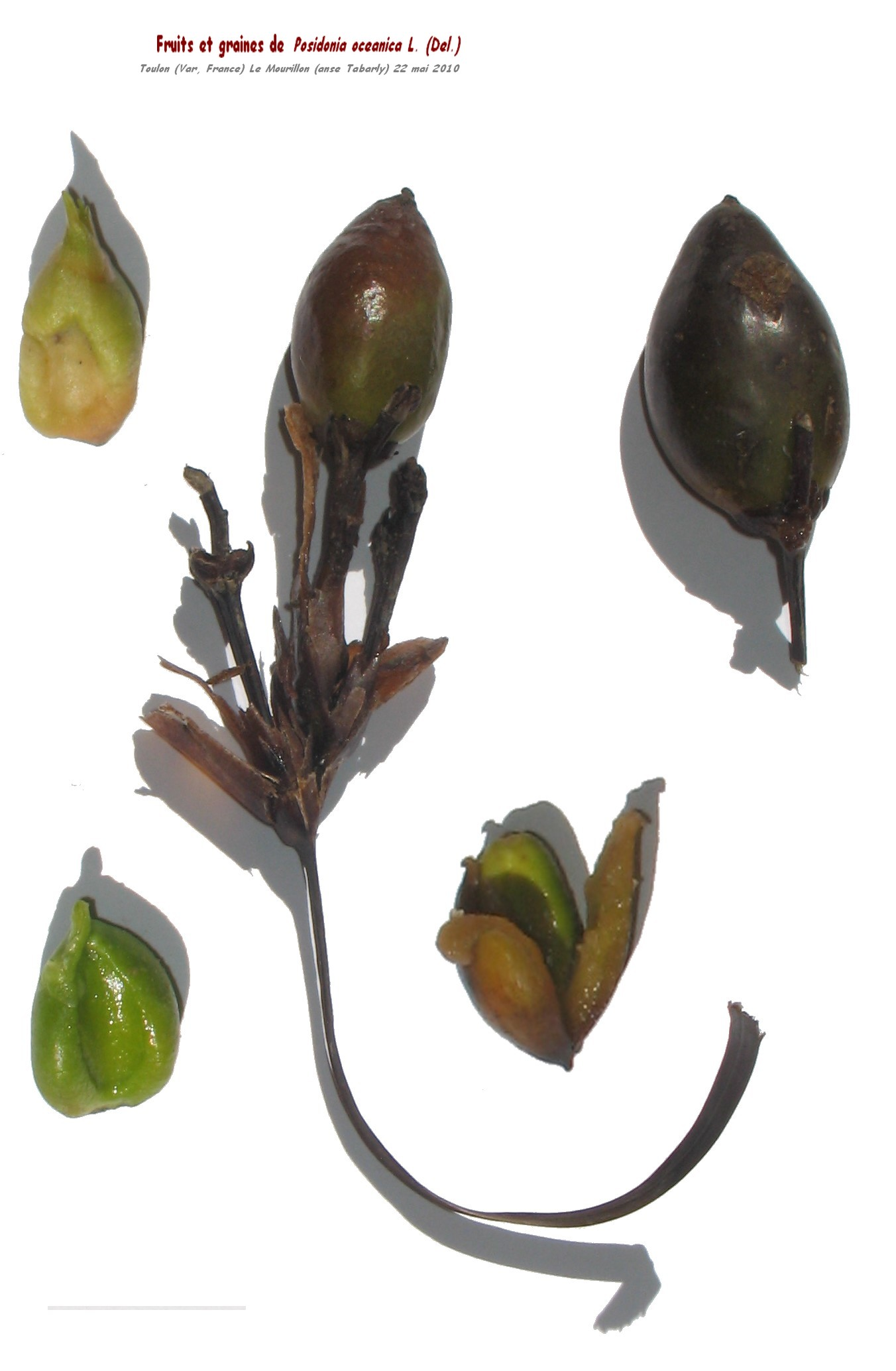
Früchte des Mittelmeer-Neptungrases (Posidonia oceanica)

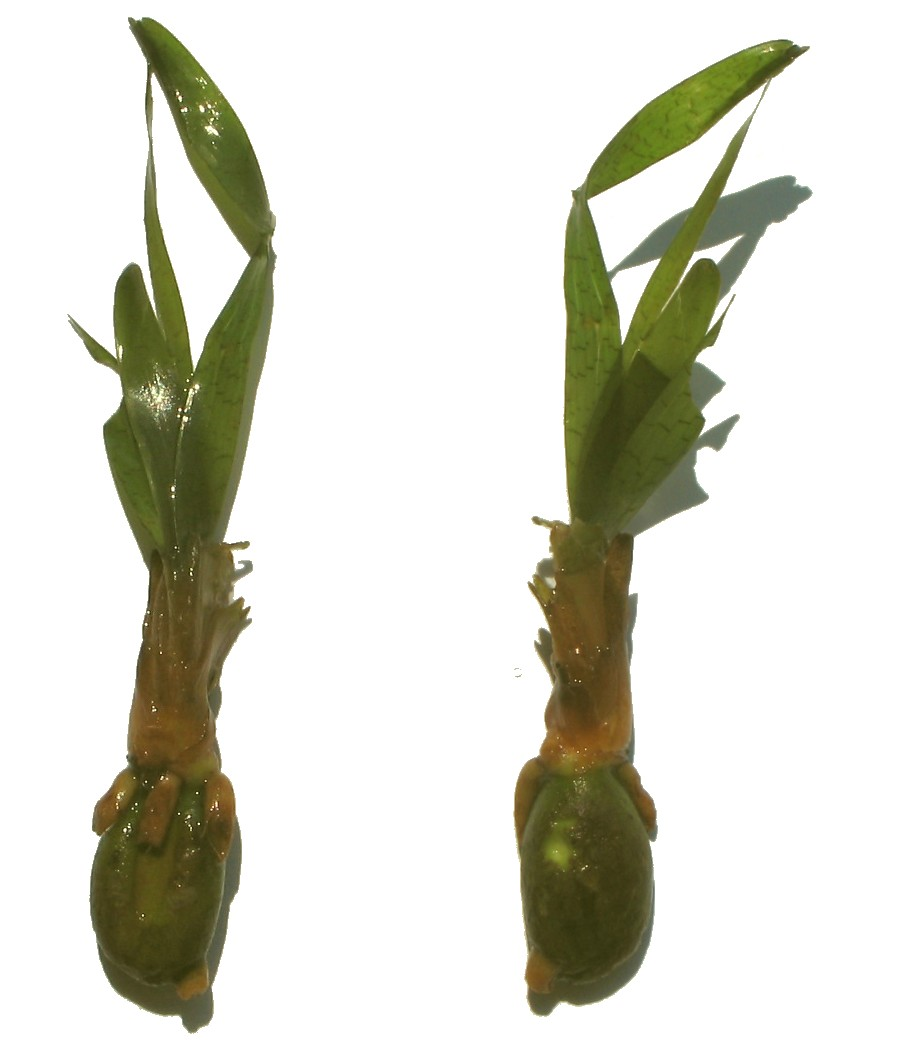
Keimlinge des Neptungrases (Posidonia oceanica)

### Habitus und Laubblätter
Posidonia-Arten wachsen als  grasartige, ausdauernde, krautige Pflanzen. Diese marinen, submersen Wasserpflanzen sind auf dem Meeresgrund mit monopodialen Rhizomen verankert. Alle Pflanzenteile sind unbehaart.
Die wechselständig und zweizeilig angeordneten Laubblätter sind in Blattscheide und Blattspreite gegliedert und besitzen keinen Blattstiel. Die Blattscheide ist offen. Die einfache und flache bis stielrunde Blattspreite besitzt einen Nerv oder mehrere parallele Nerven ohne Seitennerven. Die Blattränder sind glatt oder gesägt. Es sind keine Stomata vorhanden. In den Blattachseln sind Schuppen vorhanden.

### Blütenstände und Blüten
Es sind blattlose Blütenstandsschäfte vorhanden. Die unterschiedlich aufgebauten Blütenstände sind aus ährenähnlichen, wenigblütigen Teilblütenständen zusammengesetzt und besitzen keine Hochblätter.
Die winzigen, zwittrigen Blüten sind reduziert. Es gibt keine Blütenhüllblätter. Es ist ein Kreis mit drei freien, fertilen Staubblättern vorhanden; da keine Staubfäden ausgebildet sind, besitzen sie sitzende Staubbeutel. Die fadenförmigen Pollenkörner besitzen keine Apertur und werden ins Meer entlassen. In jeder Blüte ist nur ein oberständiges Fruchtblatt vorhanden. Jedes Fruchtblatt enthält nur eine hängende, orthotrope Samenanlage. Es ist kein Griffel ausgebildet, die unregelmäßig gelappte Narbe sitzt also direkt auf dem Fruchtknoten. Die Bestäubung erfolgt im Wasser.

### Früchte und Samen
Sie bilden durch Luftkammern im Perikarp schwimmfähige, mehr oder weniger fleischige Balgfrüchte. Die Samen enthalten einen geraden Embryo und kein Endosperm. Wenn die Fruchtwand sich auflöst, sinkt der Samen auf den Meeresgrund und beginnt sofort zu keimen.

### Inhaltsstoffe und Chromosomen
Es sind Proanthocyanidine vorhanden. Die Chromosomengrundzahl beträgt x = 10.

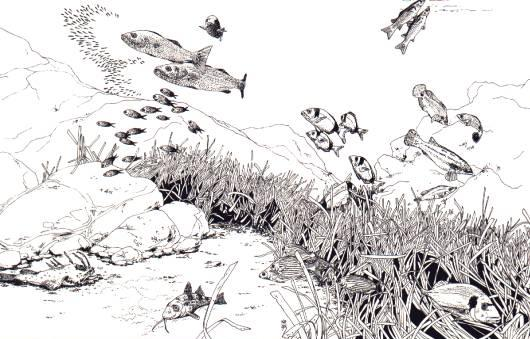
Posidonia-Ökosystem

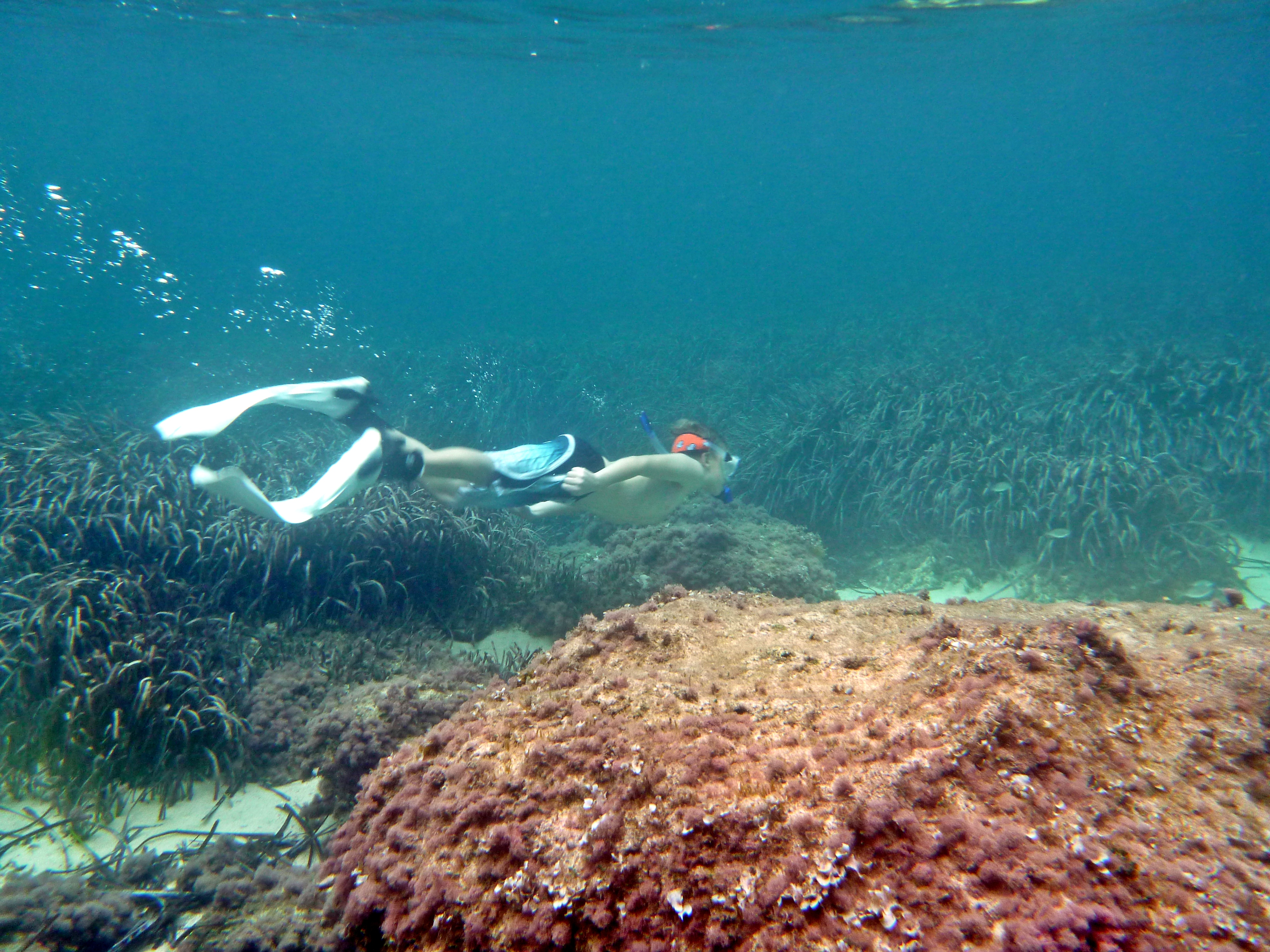
Seegraswiese der Posidonia oceanica im Mittelmeer

## Ökosysteme und Standorte
Posidonia-Arten sind wie die anderen Seegras-Arten die Grundlage für eigene Ökosysteme. Posidonia-Arten gedeihen in flachen temperierten bis subtropischen Meeresbereichen.
Wie auch bei anderen Seegrasgewächsen kann ihr Rhizomgeflecht durch Wasserbewegung herausgerissen werden. Dabei entstehen dann Seebälle, auch Neptunbälle genannt, die oftmals an Strände gespült werden. Diese enthalten neben anderen Pflanzenteilen in zunehmendem Maße auch Plastikteile, wie auch Mikroplastik.

## Systematik und Verbreitung
Die Gattung Posidonia wurde 1806 durch Charles König aufgestellt. Synonyme für Posidonia K.D.Koenig nom. cons. sind: Posidonion St.-Lag. orth. var., Caulinia DC. nom. illeg., Kernera Willd. nom. illeg., Alga Boehm., Taenidium Targ.Tozz., Aegle Dulac.
Der Familienname Posidoniaceae wurde 1895 von Sydney Howard Vines veröffentlicht; oft werden auch andere Veröffentlichungen zitiert, beispielsweise von John Hutchinson in Fam. Fl. II, Monocot., 1934, 41 oder (Kunth) Lotsy. Innerhalb der Ordnung der Alismatales sind die Posidoniaceae am nächsten mit den Ruppiaceae und Cymodoceaceae verwandt.
In der Gattung Neptungräser (Posidonia) gibt es neun Arten. Nur Posidonia oceanica kommt im Mittelmeer vor, alle anderen Arten sind westlich bis südlich von Australien verbreitet. Die australischen Arten wurden in zwei Gruppen gegliedert.
- Im Mittelmeer und an der südwesteuropäischen Atlantikküste[7] verbreitet ist:
  - Posidonia oceanica (L.) Delile

- Im Meer südlich und westlich von Australien kommen vor:[4]
  - Posidonia australis-Gruppe:
    - Posidonia angustifolia Cambridge & Kuo
    - Posidonia australis Hook. f.
    - Posidonia sinuosa Cambridge & Kuo

  - Posidonia ostenfeldii-Gruppe:
    - Posidonia coriacea Cambridge & Kuo
    - Posidonia denhartogii Kuo & Cambridge
    - Posidonia kirkmanii Kuo & Cambridge
    - Posidonia ostenfeldii den Hartog
    - Posidonia robertsoniae Kuo & Cambridge

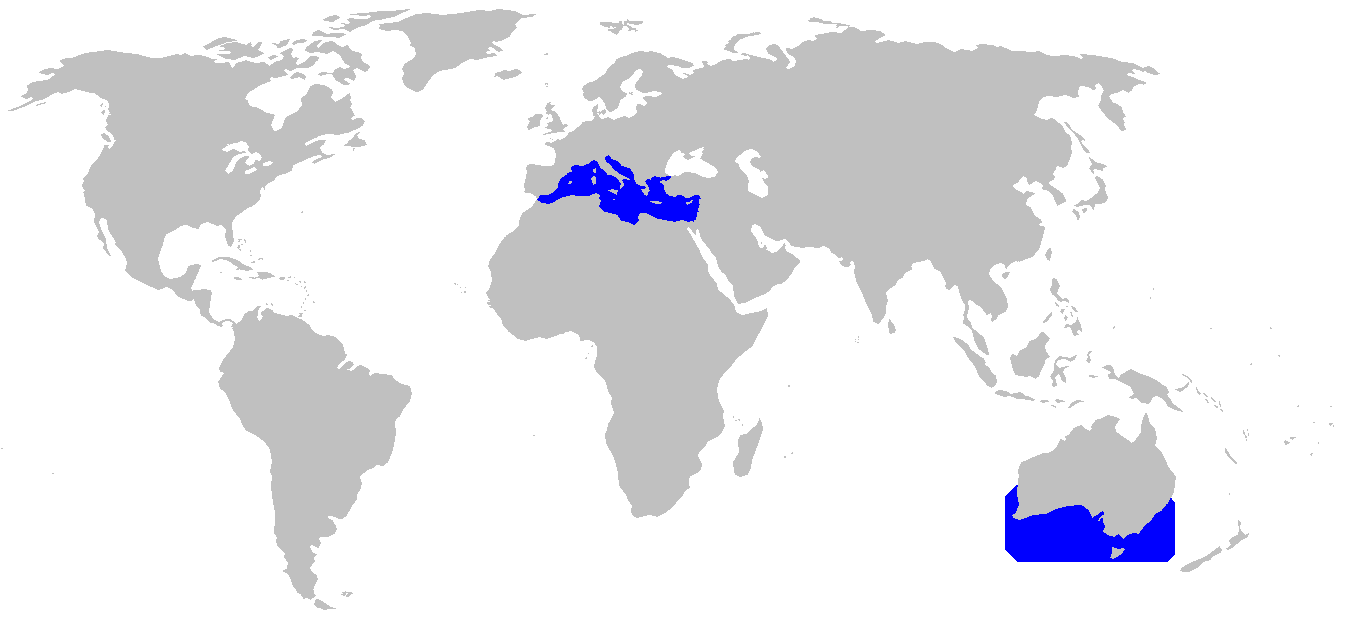
Verbreitungskarte der Gattung Posidonia

Posidonia robertsoniae und Posidonia coriacea sind vielleicht nicht genetisch verschieden, also nur eine einzige Art.
Alle acht australischen Posidonia-Arten kommen vor Western Australia vor. Posidonia angustifolia, Posidonia coriacea, Posidonia denhartogii und Posidonia sinuosa werden auch vor South Australia gefunden und Posidonia australis besitzt die weiteste Verbreitung in New South Wales, South Australia, Western Australia, Victoria und Tasmanien.

## Symbiose
In den Wurzeln der Neptungräser befinden sich stickstofffixierende Bakterien, ähnlich wie bei Landpflanzen. Nachgewiesen wurden 2021 in Posidonia oceanica Bakterien der Art Candidatus Celerinatantimonas neptuna (Alteromonadales). Verwandte von Ca. C. neptuna kommen weltweit in küstennahen Ökosystemen vor, in denen sie ähnliche Symbiosen mit anderen Seegräsern und Salzwiesenpflanzen bilden können.